# Evelyn Baring, 1:e earl av Cromer
Evelyn Baring, 1:e earl av Cromer, född 26 februari 1841, död 29 januari 1917, var en engelsk kolonialpolitiker och imperiebyggare. Han var sonson till Francis Baring, son till Henry Baring samt far till Rowland Baring, 2:e earl av Cromer och Evelyn Baring, 1:e baron Howick av Glendale.

## Biografi
Baring blev artilleriofficer 1858. Han tjänstgjorde efter 1861 i olika befattningar i kolonierna och blev 1877 engelsk kommissarie vid den internationella kontrollen av administrationen av den egyptiska statsskulden. År 1880 kallades han till Indien som finansminister men återvände 1884 till Egypten med titeln generalkonsul utrustad med fullmakter som gjorde honom till landets verklige regent fram till 1907. 
I kapplöpningen om Afrika får den brittiska imperialismen inriktning och mål som resultat av "Kap-till-Kairoplanen". Cromer hade tagit på sig den intrikata uppgiften att utvidga det fotfäste man skaffat sig vid Suezkanalen till en position som Egyptens faktiska härskare och samtidigt hålla kvar khediven på tronen och bevara den juridiska fiktionen om Osmanska rikets överhöghet. Det måste skötas diskret för att hindra de andra europeiska stormakternas avundsjuka att nå kokpunkten. När rivaliteten till slut kokade över 1914, behärskade Storbritannien från sin bas i Egypten den klassiska vägen till Palestina, Moses väg till det förlovade landet.
Cromer var initiativtagare till Kitcheners invasion i Mahdins rike (1896–1898) och framgångsrikt hävdade han Egyptens rätt till Sinaihalvön gentemot Osmanska rikets expansionssträvanden (1906). 
Han har bland annat av Hannah Arendt skildrats som idealet av en brittisk kolonialtjänsteman under högimperialismen, omutlig, självsäker, plikttrogen, opartisk, avmätt och rättfärdig. Han föredrog att verka från kulissen. Han var intresserad av verklig makt, inte av yttre prakt. Sina egna ideal sammanfattade han i en dikt som präglas av de viktorianska imperialisternas orubbligt goda samvete i medvetandet om att ha fullgjort sin plikt:
| ” | No nobler price was ever won, The blessings of a people freed The consciousness of duty done | „ |

Lord Cromer tillhörde den gamla investeringsdynastin Baring. År 1892 blev Cromer pär med titeln baron Cromer, 1899 viscount och 1901 earl. Sitt livsverk i Egypten har han skildrat i Modern Egypt (två band, 1908).